# Skanör-Falsterbo tennisklubb
Skanör-Falsterbo TK är en tennisklubb belägen i Falsterbo på Tångvallavägen 4.  Klubben ligger centralt placerad i mitten av Falsterbo precis bredvid två grundskolor, Tångvallaskolan och Falsterbo Montessoriskola. I närheten ligger även Falsterbo Horse Show området och Falsterbo strand. Klubbens område består av 3 inomhusbanor med underlaget Rebound Ace och 4 utomhusbanor med “Båstadgrus”, som är nylagda sedan sommaren 2018. År 2012 hade klubben cirka 800 medlemmar varav 300 stycken var från sommartennisskolan.

## Historia
Tennisen i Falsterbo har sina rötter från början av 1900-talet då den första tennisbanan nere vid Falsterbohus byggdes. Banan byggdes 1912 och var en cementbana som låg ända nere vid havet och tillhörde det dåvarande badhotellet Falsterbohus. I takt med att tennisen i Falsterbo växte ersattes så småningom den enda cementbanan av tre grusbanor. Under somrarna kom människor från hela Sverige ner till Falsterbohus för att spela tennis ända nere vid stränderna. Det anordnades även tävlingar som lockade internationella spelare dit.
År 1948 grundades Skanör-Falsterbo TK officiellt och det är den förening som finns kvar än idag. Innan dess hade tennisverksamheten ägts och drivits av Falsterbohus. Under 1970-talet upphörde hotellverksamheten i Falsterbohus och i samband med att byggnaden gjordes om till ett bostadshus byggdes den anläggning som klubben befinner sig på idag. Tennisbanorna vid Falsterbohus revs så småningom och finns inte kvar idag.

## Arrangemang
Skanör-Falsterbo TK har tillsammans med Höllvikens TK arrangerat junior SM utomhus vid två tillfällen. Första gången 1976 och andra gången 1988. Idag arrangerar klubben två nationella tävlingar per år, Näset Junior Open i januari och Midsommarspelen i början av juni.

## Padelbanor
Sommaren år 2011 byggdes en padelbana vid utomhusbanorna på tennisområdet, vilket kom att bli Sveriges fjärde padelbana. I början av 2019 byggdes ytterligare en padelbana på området som färdigställdes under våren.  

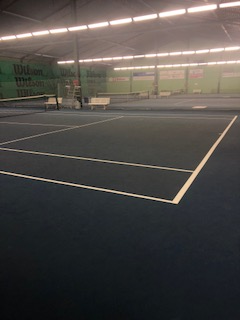
Skanör-Falsterbo Tennisklubb inomhusbanor

## Tor Olssons minnesfond
Tor Olssons minnesfond var en fond som var verksam mellan åren 2009 till 2018. Tor Olsson var grundaren av fotbollsföreningen BK Näset (BK Höllviken idag), och var även verksam i Skanör -Falsterbo tennisklubb. Fonden upprättades 2008 efter Tor Olssons bortgång med syfte att uppmärksamma ungdomar eller ledare från antingen BK Näset eller Skanör-Falsterbo TK som genom prestation eller handlingar utmärkt sig väl.